# Peachia carnea
Peachia carnea är en havsanemonart som beskrevs av Hutton 1879. Peachia carnea ingår i släktet Peachia och familjen Haloclavidae. Inga underarter finns listade i Catalogue of Life.